# Aile (automobile)
 (avril 2025).
Pour les articles homonymes, voir Aile.
Ne doit pas être confondu avec Garde-boue.

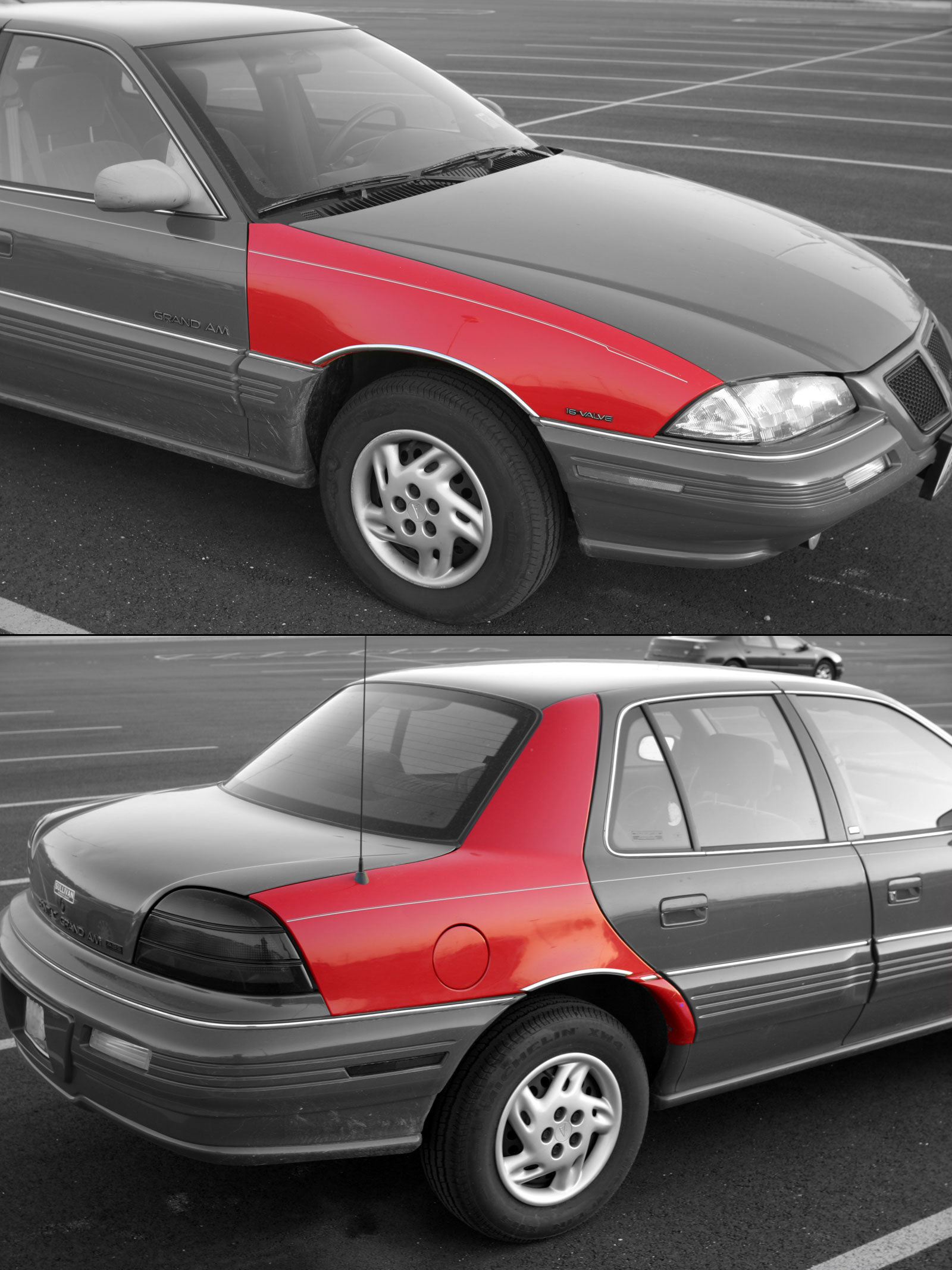
Ailes (en rouge) d'une Pontiac Grand Am de 1990.

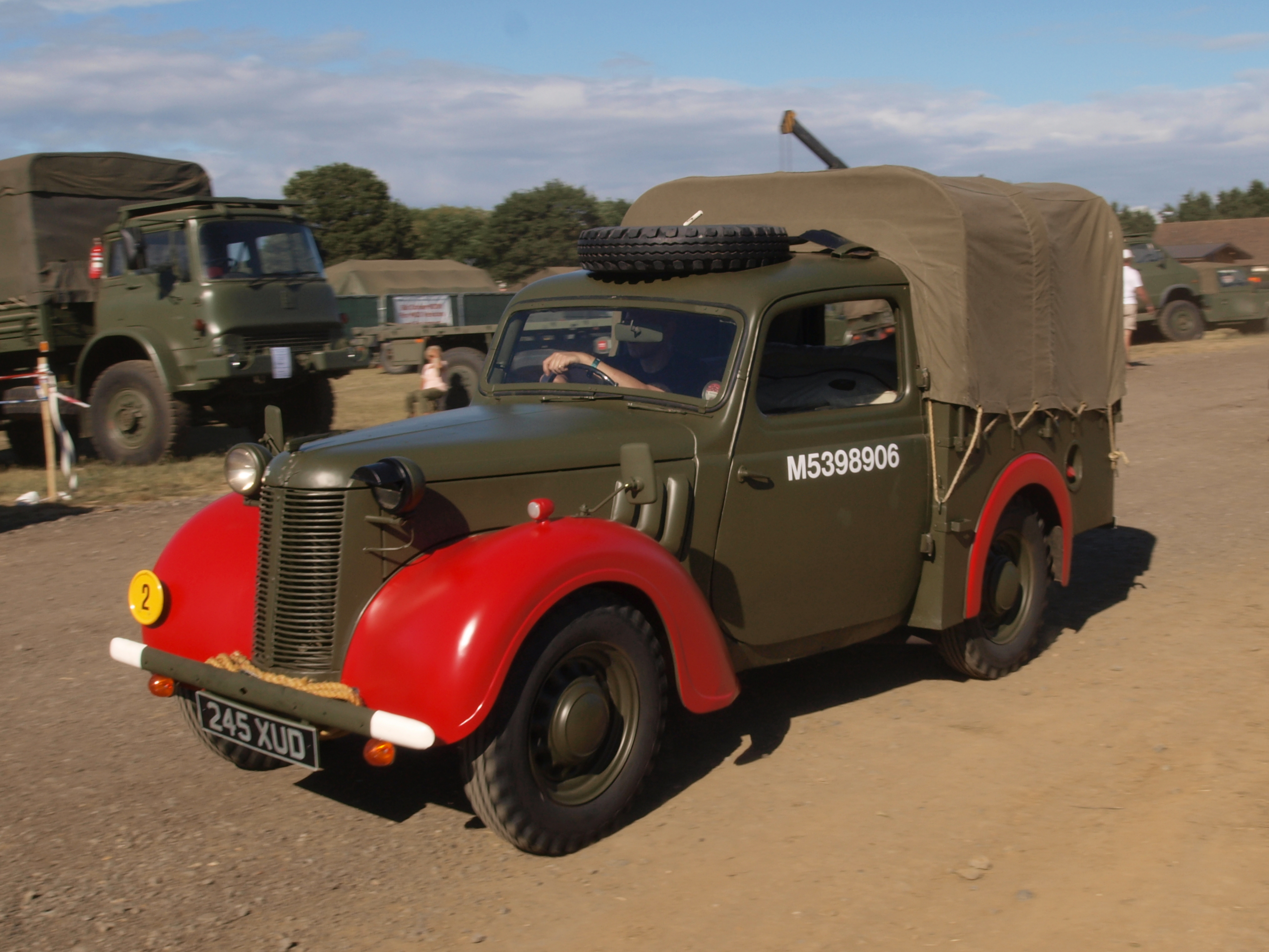
Austin 10 avec les ailes avant et arrière en rouge.

Une aile est la partie d'un véhicule qui le protège contre les éventuelles éclaboussures causées par les roues en rotation. Dans le cas d'une bicyclette ou d'un cyclomoteur, on parle de garde-boue.